# Dolichocephala
Dolichocephala är ett släkte av tvåvingar. Dolichocephala ingår i familjen dansflugor.

## Bildgalleri

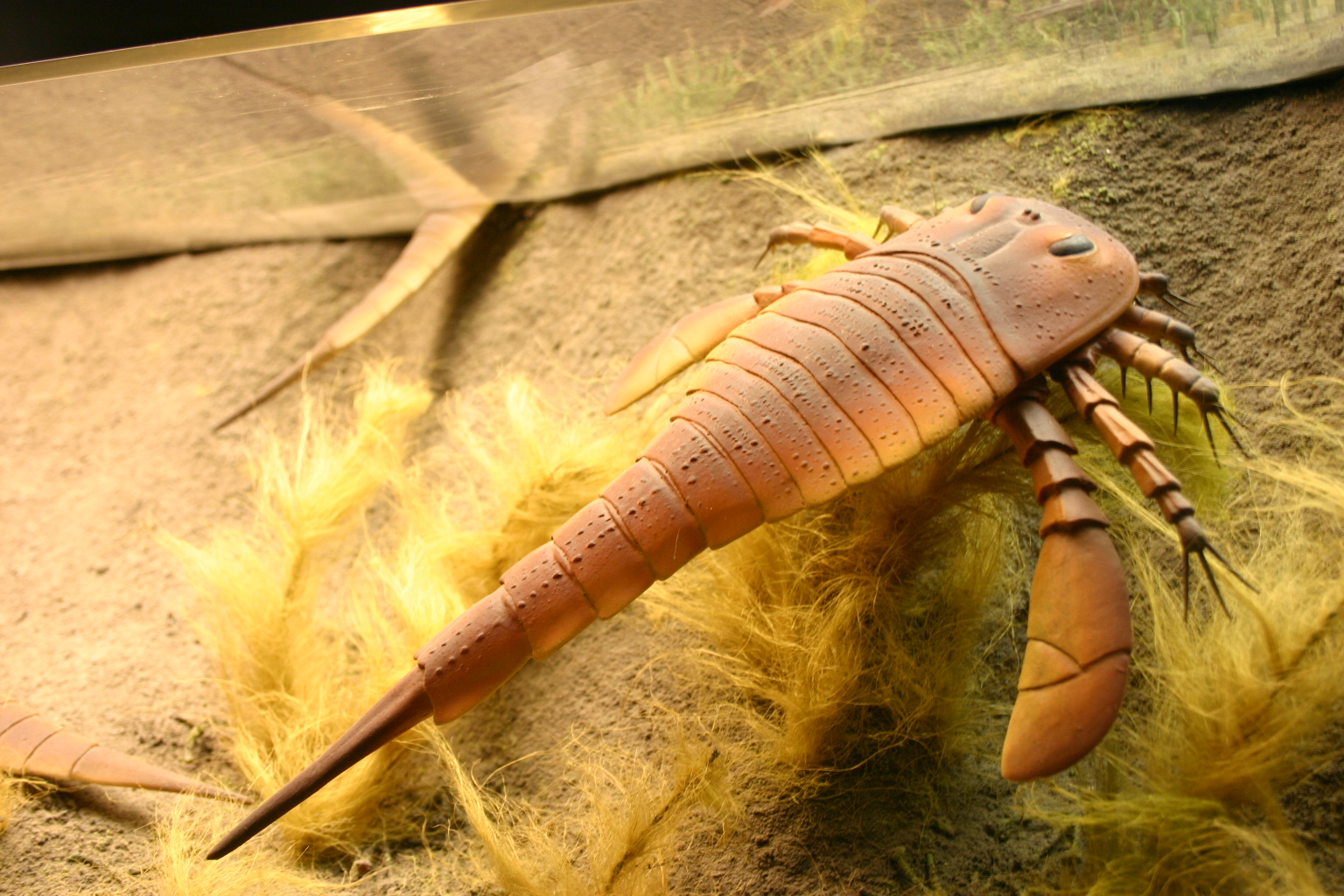
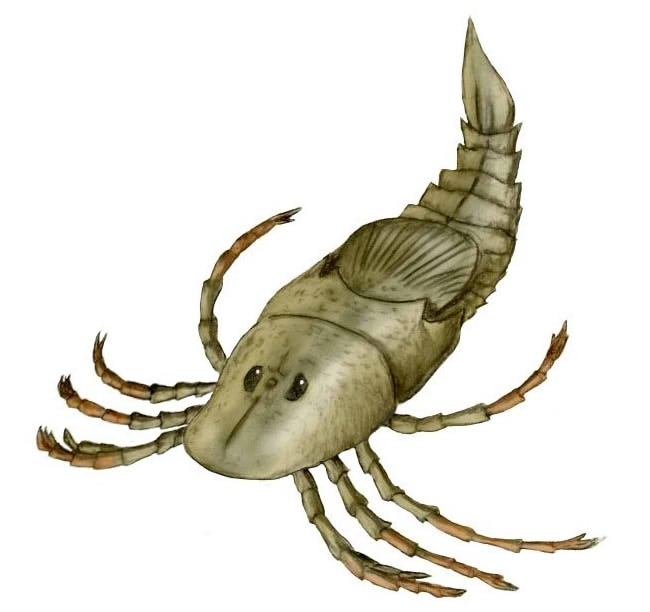
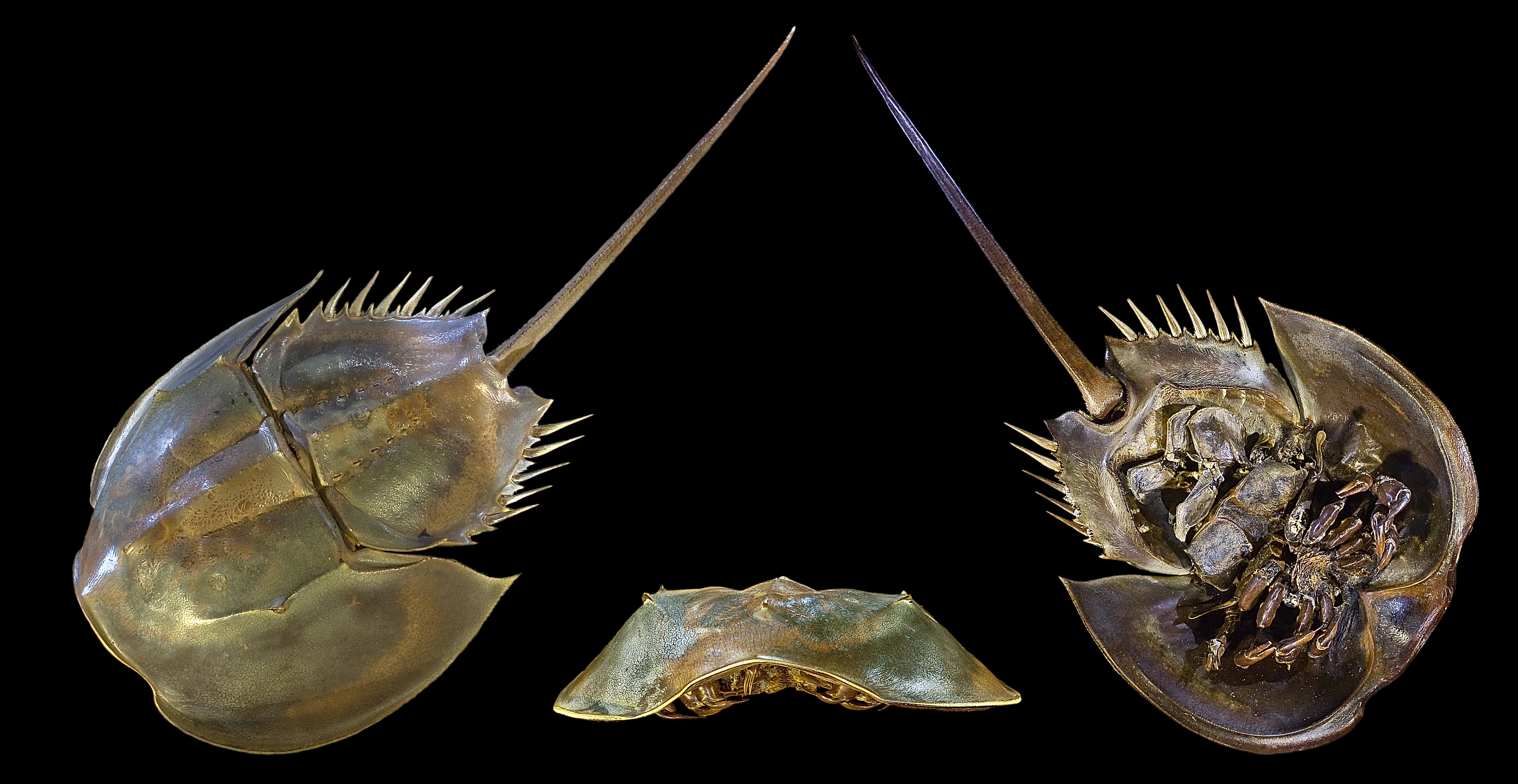
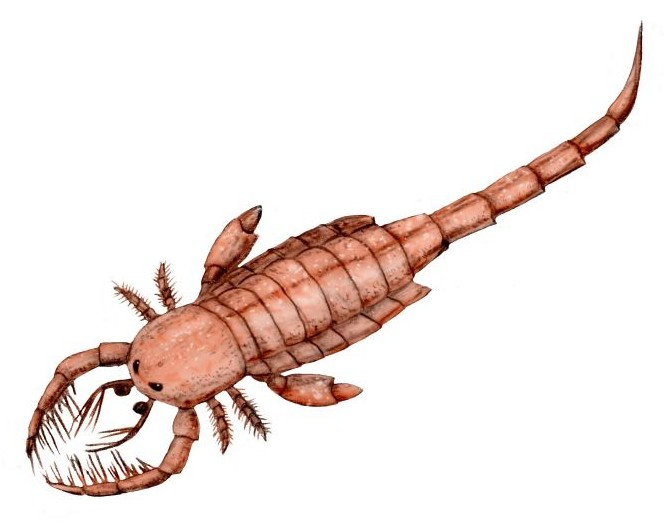
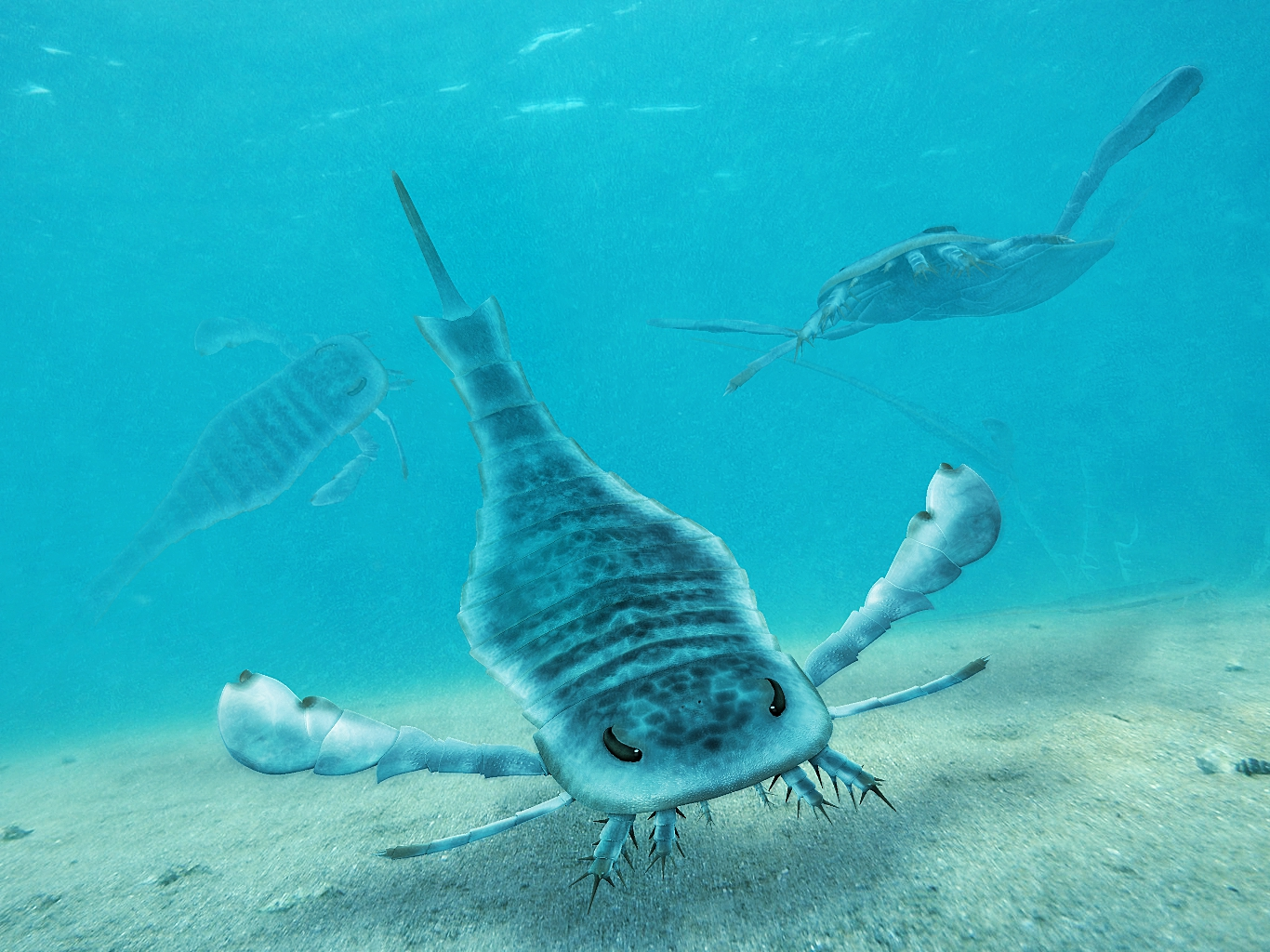
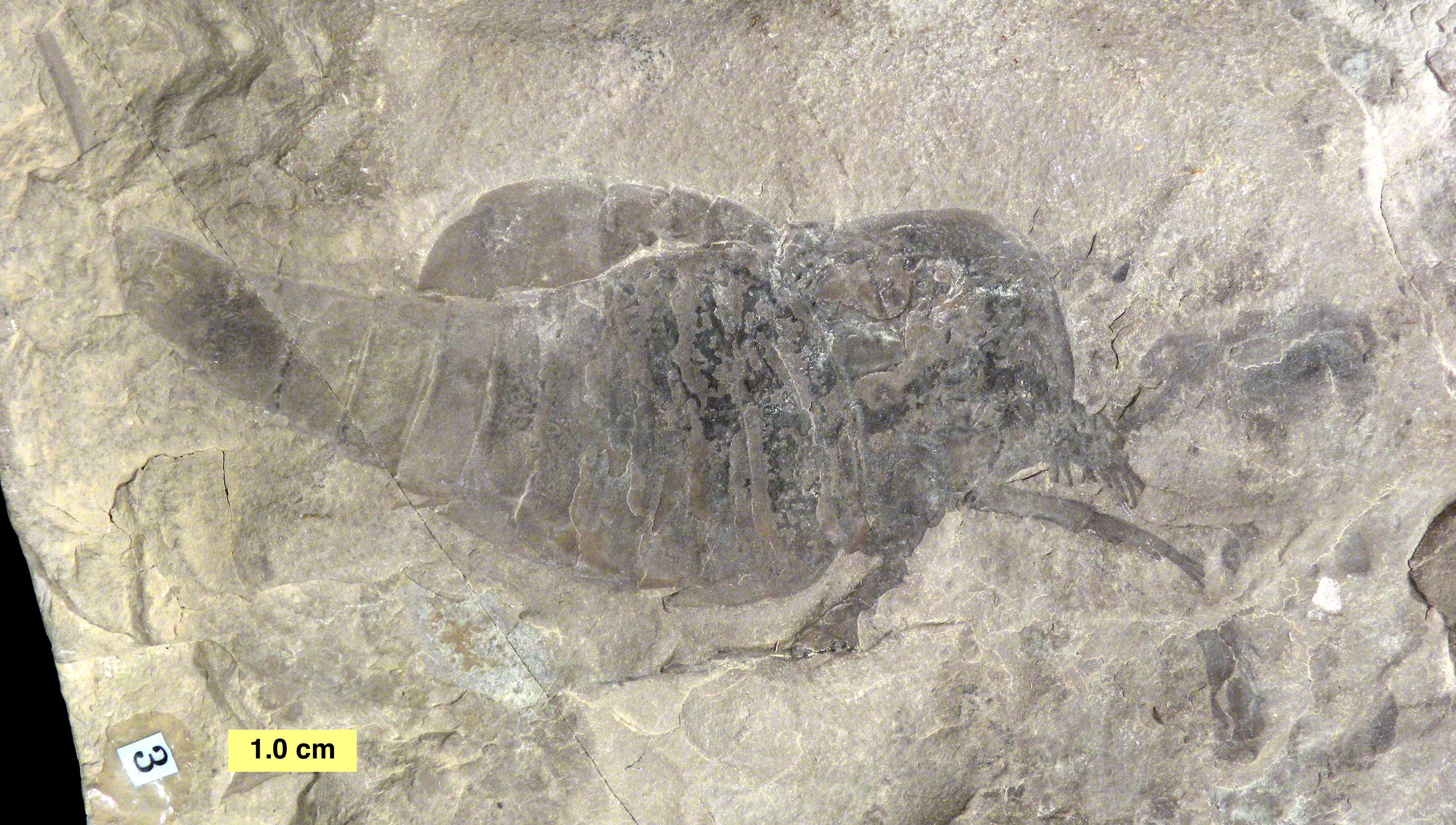

## Dottertaxa tillDolichocephala, i alfabetisk ordning[1][2]
- Dolichocephala afflicta
- Dolichocephala argus
- Dolichocephala austriaca
- Dolichocephala bartaki
- Dolichocephala basilicata
- Dolichocephala bellstedti
- Dolichocephala cavaticum
- Dolichocephala ciwatikina
- Dolichocephala combinata
- Dolichocephala cretica
- Dolichocephala duodecempunctata
- Dolichocephala flamingo
- Dolichocephala fugitivus
- Dolichocephala fuscillanx
- Dolichocephala guangdongensis
- Dolichocephala guttata
- Dolichocephala humanitatis
- Dolichocephala irroata
- Dolichocephala irrorata
- Dolichocephala maculatissima
- Dolichocephala malickyi
- Dolichocephala meyi
- Dolichocephala monae
- Dolichocephala ocellata
- Dolichocephala panesari
- Dolichocephala pavonica
- Dolichocephala quadrispina
- Dolichocephala rarinota
- Dolichocephala rotundinota
- Dolichocephala septemontata
- Dolichocephala sinica
- Dolichocephala sparsa
- Dolichocephala tali
- Dolichocephala vaillanti
- Dolichocephala walutikina
- Dolichocephala zwicki